# Acalyptris postalatratus
Acalyptris postalatratus là một loài bướm đêm thuộc họ Nepticulidae. Nó được miêu tả bởi Wilkinson năm 1979. Nó được tìm thấy ở Arizona.